# Mszana Górna (gmina)
Gmina Mszana Górna (niem. Landgemeinde Mszana Górna) – dawna gmina wiejska funkcjonująca w latach 1940–1944 (de facto do 1945) pod okupacją niemiecką w Polsce. Siedzibą gminy była Mszana Górna.
Gmina Mszana Górna funkcjonowała przejściowo podczas II wojny światowej w powiecie Neu-Sandez (nowosądeckim) w Generalnym Gubernatorstwie. Utworzona została przez hitlerowców z obszaru dotychczasowej gminy Mszana Dolna II. 
Gmina Mszana Górna graniczyła od zachodu z gminami Rabka (powiat Neumarkt) i Pcim (powiat Krakau), od północy z gminą Raciechowice (powiat Krakau), od wschodu z gminami Skrzydlna i Dobra (powiat Neu-Sandez), od południa z gminą Niedźwiedź (powiat Neu-Sandez), natomiast gmina Mszana Dolna I (powiat Neu-Sandez) stanowiła półenklawę w centralnej części gminy.
W skład gminy Mszana Górna weszło siedem gromad z dotychczasowej gminy Podegrodzie (liczba mieszkańców z 1943 roku): 
- Glisne (314 mieszkańców)
- Kasina Wielka (2623 mieszkańców)
- Kasinka Mała (2381 mieszkańców)
- Łętowe (1105 mieszkańców)
- Łostówka (1226 mieszkańców)
- Mszana Górna (1987 mieszkańców)
- Raba Niżna (788 mieszkańców)

W 1943 gmina Mszana Górna liczyła 10.424 mieszkańców.
Gminę zniesiono po wojnie, powracają do stanu administracyjnego z czasów II Rzeczypospolitej, a więc przywracając gminę Mszana Dolna II.